# 林一民

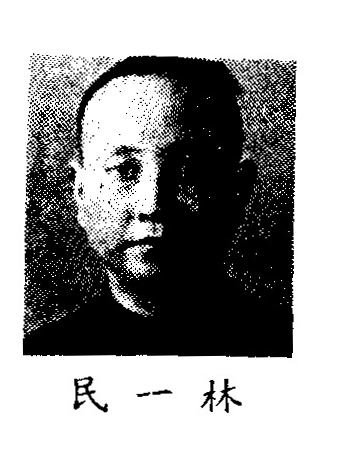

林一民（1897年—1982年），江西上饒人。1927年獲美國内布拉斯加大學碩士學位。回國後任教于多間大學，曾担任复旦大学校长，1947年任江西省國立中正大學校長。1949年赴臺，任「國民大會代表」，國民黨中央候補執行委員，鳳山陸軍軍官學校教授兼教務長，台湾省立农学院院长。
後參與青年運動，任第三知識青年黨部主任委員，救國團直屬省立農學院支隊長。並任光復大陸設計研究委員會委員、憲政研討委員會委員等職。 1982年病卒，享年86歲。